# Bomba centrífuga

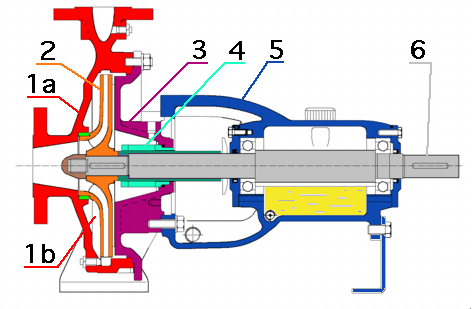
Tall esquemàtic d'una bomba centrífuga. 1a carcassa, 1b cos de bomba, 2 rodet, 3 tapa d'impulsió, 4 tancament de l'eix, 5 suport de coixinets, 6 eix.

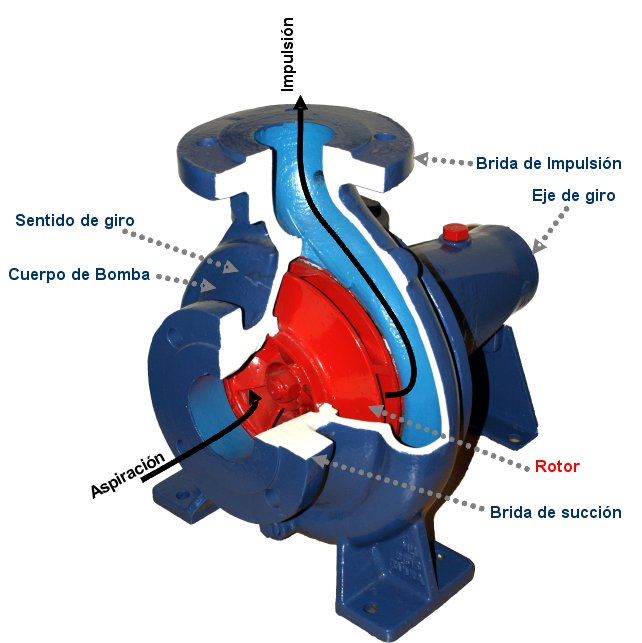
Parts d'una bomba Centrífuga.

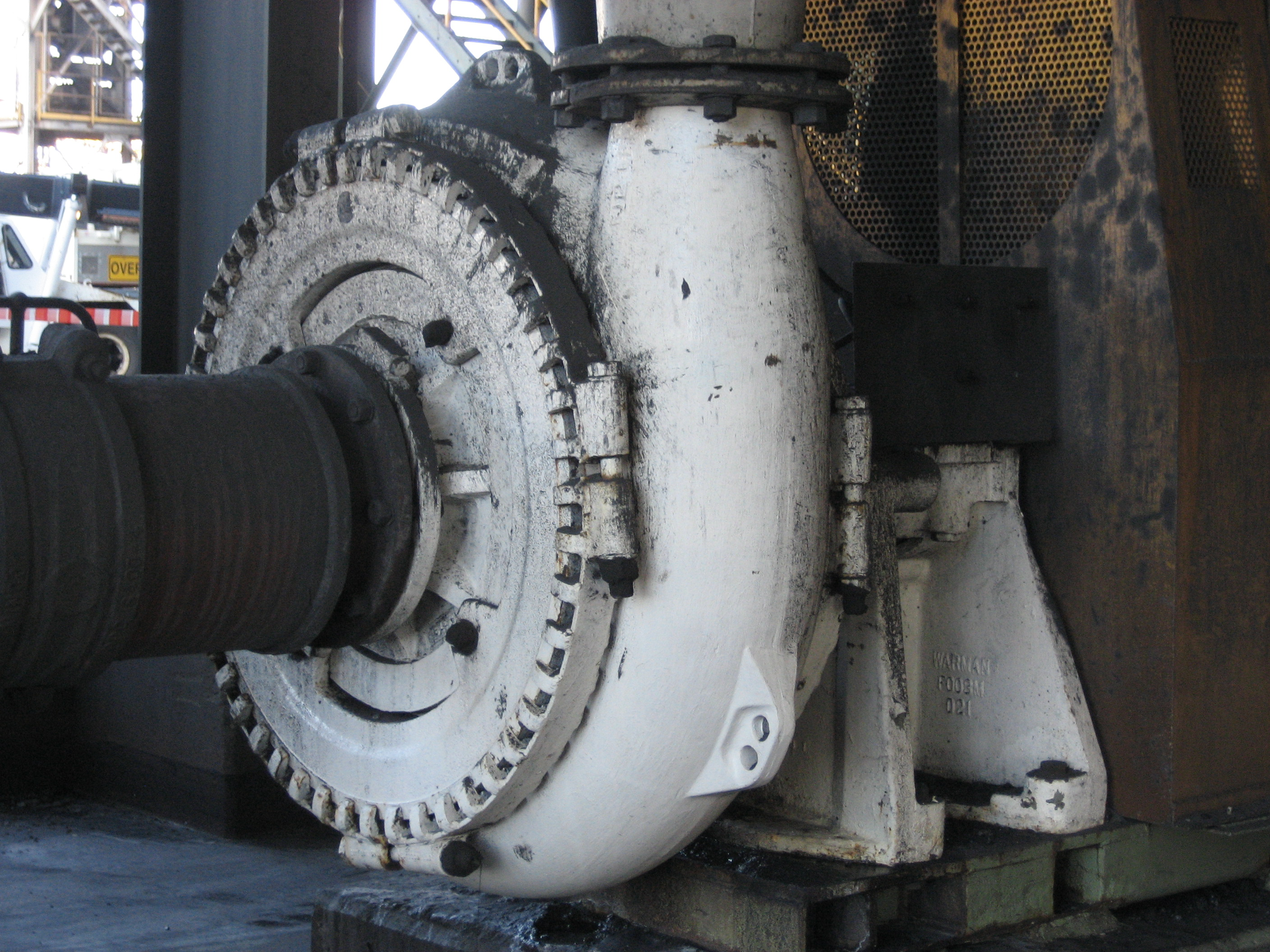
Bomba centrífuga Warman en una planta de processament de carbó.

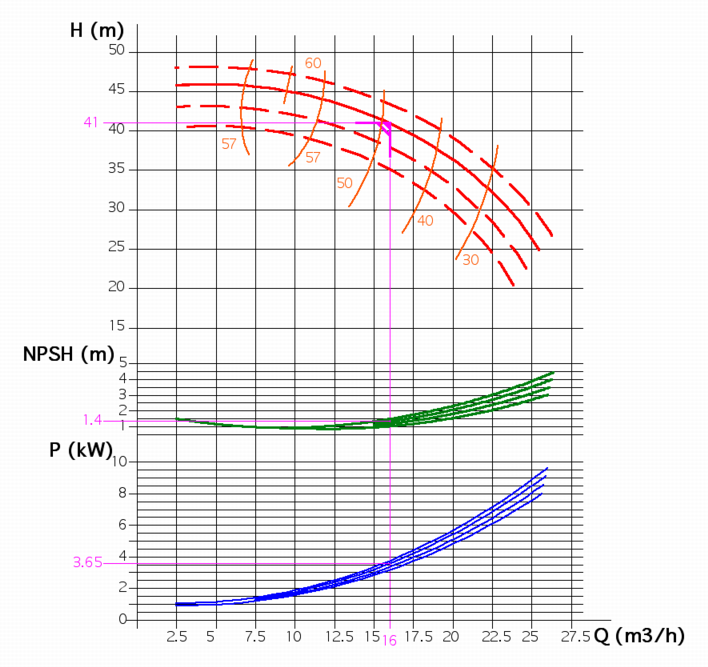
nomogrames característic d'una bomba centrífuga.

Una bomba centrífuga és un tipus de bomba hidràulica que transforma en energia cinètica o potencial (segons es necessiti) l'energia mecànica d'un impulsor rotatori (rodet). Són màquines basades en l'Equació d'Euler.

## Història
Segons Reti, la primera màquina que es podia caracteritzar com una bomba centrífuga va ser una màquina d'aixecament de fang que va aparèixer ja l'any 1475 en un tractat de l'enginyer renaixentista italià Francesco di Giorgio Martini. Les autèntiques bombes centrífugues no es van desenvolupar fins a finals del segle XVII, quan Denis Papin en va construir una amb pales rectes. La paleta corba va ser introduïda per l'inventor britànic John Appold el 1851. En la indústria minera o en l'extracció de sorra bituminosa, es genera escuma per separar els rics minerals de la sorra i les argiles, atès que conté aire que tendeix a bloquejar les bombes  i provocar pèrdues. Al llarg de la història, la indústria ha desenvolupat diferents tipus de bombes. A la indústria de la pasta i el paper s'empre la bomba Froth, on l'aire s'escapa a la part posterior de l'impulsor i un expulsor especial descarrega l'aire cap al dipòsit d'aspiració.

## Descripció del funcionament
El fluid entra pel centre del rodet, que disposa d'uns àleps per a conduir el fluid i, per efecte de la força centrífuga, és impulsat cap a l'exterior, on el recull la carcassa o cos de la bomba, que pel contorn de la seva forma el condueix cap a les tubuladures de sortida, o cap al següent rodet (següent etapa).
Encara que la força centrífuga produïda depèn tant de la velocitat a la perifèria de l'impulsor com de la densitat del líquid, l'energia que s'aplica per unitat de massa del líquid és independent de la densitat d'aquest. Per tant, en una bomba donada que funcioni a certa velocitat i que manegi un volum definit de líquid, l'energia que s'aplica i transfereix al líquid, (en pascals, Pa, metres de columna d'aigua mca oo pie-lb/lb de líquid) és la mateixa per a qualsevol líquid sense que importi la seva densitat. Tradicionalment, la pressió proporcionada per la bomba en metres de columna d'aigua o pie-lb/lb, s'expressa en metres o en peus i per això que es denomina genèricament com «altura» i, encara més, per què les primeres bombes es dedicaven a pujar aigua dels pous des d'una certa profunditat (o alçada).
Les bombes centrífugues tenen un ús molt estès en la indústria, ja que són adequades gairebé per a multitud d'usos. Les més comunes són les que estan construïdes sota la normativa DIN 24255 (en formes i hidràulica) amb un únic rodet, que abasten capacitats fins als 500 m³/h i altures manomètriques fins als 100 metres amb motors elèctrics de velocitat normalitzada. Aquestes bombes se solen muntar en posició horitzontal, però també poden estar verticals i, per aconseguir majors altures, es fabriquen disposant diversos rodets de forma successiva en un mateix cos de bomba. D'aquesta forma, s'acumulen les pressions parcials que ofereix cadascun d'ells. En aquest cas, es parla de bomba multi-fase o multietapa, podent-se aconseguir d'aquesta manera altures de l'ordre dels 1.200 metres per a sistemes d'alimentació de calderes.
Constitueixen no menys del 80% de la producció mundial de bombes, per què és la més adequada per a moure més quantitat de líquid que la bomba de desplaçament positiu.
No hi ha vàlvules en les bombes de tipus centrífug, el seu flux és uniforme i lliure d'impulsos de baixa freqüència.
Els impulsors convencionals de bombes centrífugues es limiten a velocitats de l'ordre de 60 m/s (200 peu/s).